# Новополтавка (Новосибирская область)
Новополтавка — упразднённое село в Баганском районе Новосибирской области России. На момент упразднения входило в состав Мироновского сельсовета. Исключено из учётных данных в 1978 г.

## География
Располагалось 6 км к северо-западу от села Савкино.

## История
Основано в 1908 году. В 1928 году посёлок Ново-Полтавский состоял из 37 хозяйства. В административном отношении входил в состав Ново-Барановского сельсовета Черно-Курьинского района Славгородского округа Сибирского края.
До 1969 г. в составе Китай-Городского сельсовета.
Упразднёно решением Новосибирского облисполкома от 30.05.1978 г. № 332.

## Население
В 1926 году в посёлке проживало 182 человека (86 мужчин и 86 женщин), основное население — украинцы.